# サーブ 17
サーブ 17
B 17A
- 用途：偵察・爆撃
- 分類：偵察爆撃機
- 製造者：サーブ
- 運用者：スウェーデン空軍 など
- 初飛行：1940年5月18日
- 生産数：264機
- 生産開始：1942年

サーブ 17（Saab 17）はスウェーデンのサーブ社が開発した偵察爆撃機。

## 開発と運用
本機の開発は当初、ASJA社（AB Svenska Järnvägsverkstädernas Aeroplanavdelning）によるL-10として1930年代後半に開始されたのだが、1939年のASJAとサーブ間の経営統合にともないサーブ 17と改称された。
急降下爆撃機として使用するため、設計にあたっては翼の強度が重視された。本機にはエンジンの異なる3種の派生型が存在する。B 17Aはスウェーデン製のプラット・アンド・ホイットニー R-1830を、B 17Bはライセンス生産のブリストル・マーキュリー XXIVを、B 17Cはイタリア製のピアジオ P.XIをそれぞれ装備している。
サーブ 17は通常の車輪のほか、スキーやフロートを装着可能であった。カバーの大きなランディングギアを下げることで、ダイブブレーキ代わりに用いることができるのは本機のユニークな特徴である。
初飛行は1940年5月18日で、スウェーデン空軍への配備は1942年である。しかし、当時はジェット機の時代が到来しつつあり、本機が運用された期間は短かった。スウェーデン空軍では1950年までに全機退役。そのうち46機はエチオピアに売却され1968年まで使用されている。

## 要目

### B 17A
概要
- 用途：偵察爆撃機
- 乗員：2名

寸法
- 全長：9.80 m（32.2 ft）
- 全幅：13.70 m (44.11 ft)
- 全高：4.00 m（13.1 ft）
- 翼面積：28.5 m2（306 ft2）

重量
- 空虚重量：2,600 kg（5,720 lb）
- 運用時重量： 3,970 kg (8,734 lb)

動力
- エンジン：プラット・アンド・ホイットニー R-1830-S1C3G 星型エンジン 882 kW (1,200 hp)

性能
- 最大速度：435 km/h（272mph）
- 航続距離：1,800 km
- 実用上昇限度：8,700 m（28,500 ft）
- 上昇率：10 m/s （2,000 ft/min）
- 翼面荷重：139 kg/m2（28 lb/ft2）
- 馬力荷重：220 W/kg (0.14 hp/lb)

武装
- M/22F 7.62mm機関銃 × 2（前方固定）
- M/22F 7.62mm機関銃 × 1（後部可動）
- 500kg爆弾

## 運用国
- スウェーデン
- エチオピア帝国
- フィンランド
- オーストリア